# トム・キルバーン
トム・キルバーン（英: Tom Kilburn、1921年8月11日 - 2001年1月17日）は、イングランドの工学者。大英帝国勲章コマンダー勲爵士（CBE）、王立協会フェロー（FRS）。
マンチェスター大学にてフレディ・ウィリアムスと共にウィリアムス＝キルバーン管と、世界初のプログラム内蔵式コンピュータ Small-Scale Experimental Machine (SSEM) を開発した。

## 計算機工学
ヨークシャーのデューズバリーで生まれる。ケンブリッジ大学シドニー・サセックス・カレッジで数学を学ぶが、第二次世界大戦勃発で課程が2年に圧縮された。卒業するとチャールズ・パーシー・スノーに見込まれて電子工学の短気集中コースを受けさせられた後、電気通信研究財団 (TRE) にてフレデリック・カーランド・ウィリアムスの下でレーダーの開発に従事した。1943年、アイリーン・マースデンと結婚し、後に娘と息子を1人ずつもうけた。
戦時中の仕事から、ある種の電子式コンピュータのアイデアに熱中するようになる。当時、電子式コンピュータの実現を阻んでいた技術的障害は、データや命令を格納する記憶装置の実用的な実現手段がない点だった。キルバーンとウィリアムスは共同してブラウン管を使った記憶装置を開発した。1946年にはその特許を申請している。
1946年12月、ウィリアムスがマンチェスター大学の電気工学科長に就任し、キルバーンをTREからの出向の形で招いた。2人は記憶装置技術の改良を進め、1948年、実用化試験として Small-Scale Experimental Machine の構築を開始。1948年6月21日にプログラムの実行を成功させ、これが世界初のプログラム内蔵方式のコンピュータとなった。
マンチェスター大学での業績により博士号を与えられ、TREへの復帰を期待されていた。しかしウィリアムスの説得でマンチェスター大学に残ることになり、世界初の商用コンピュータ Ferranti Mark 1 の開発プロジェクトなどに参加した。その後30年間、キルバーンはマンチェスター大学の数々のコンピュータ（Atlas、MU5など）開発プロジェクトを指揮した。

## 管理職として
マンチェスター大学では、1964年の計算機科学科創設に尽力して初代学科長となり、その後理学部長 (1970–1972)、副学長代理 (1976–1979) を歴任。1981年に引退した。

## 私生活
休日にはブラックプールで家族と過ごしたが、サッカーのシーズンにはマンチェスター・ユナイテッドFCの試合に間に合うようにマンチェスターに帰っていた。
腹部の手術から肺炎を引き起こし、マンチェスターで死去。

## 栄誉
- 王立協会フェロー (1965)[4]
- IEEE Computer Society W. Wallace McDowell 賞 (1971)
- 大英帝国勲章コマンダー (1973)[5]
- 英国コンピュータ学会(BCS) IT賞 (1973)
- BCS 特別フェロー (1974)
- ロイヤル・メダル (1978)[4]
- バス大学より名誉博士号 (1979)
- IEEE Computer Society コンピュータ・パイオニア賞 (1982)
- エッカート・モークリー賞 (1983)
- マウントバッテン・メダル（英語版） (1997)
- コンピュータ歴史博物館フェロー (2000)

マンチェスター大学計算機科学科の建物は "The Kilburn Building" と名付けられている。